# قهرمانان تنیس
شاهزاده تنیس (ژاپنی: テニスの王子様 هپبورن: Tenisu no Ōjisama) عنوان یک مجموعه مانگای ژاپنی است که توسط تاکشی کونومی نوشته و مصورسازی شده‌است. این مجموعه از ژوئیه ۱۹۹۹ تا مارس ۲۰۰۸ توسط انتشارات شوئیشا در هفته‌نامه شونن جامپ به چاپ می‌رسید، و فصل‌های آن در چهل و دو جلد تانکوبون جمع‌آوری شده‌است.
مجموعه تلویزیونی انیمه نیز بر پایه نسخه مانگا توسط استودیو ترنس آرت دستمایه اقتباس قرار گرفت که از سال ۲۰۰۱ در یک فصل ۱۷۸ قسمتی پخش شد. در سال ۲۰۱۲ نیز یک سری ۱۳ قسمتی با عنوان شاهزادهٔ جدید تنیس تولید شد. در مجموع ۱۹۱ قسمت از این مجموعه تولید شده‌است. شخصیت‌های اصلی این انیمه ریوما ایچیزن، تاکاشی موموشیرو، شوسکه فوجی، کارو کایدو، ایجی کیکومارو، ساداهارو اینویی، شواچیرو اویشی و کونیمیتسو تزوکا می‌باشد. این سریال در ایران با نام قهرمانان تنیس دوبله و در شبکه کودک و نوجوان سیما پخش شده‌است.

## داستان
داستان این مجموعه پیرامون ماجراهای یک بازیکن نوجوان تنیس است. او که در این بازی یک نابغه است، به همراه تیم مدرسه‌اش در مسابقات مختلفی شرکت می‌کند. مدرسه‌ای که ریوما ایچیزن در آن به تازگی ثبت نام کرده، بخاطر تیم‌های تنیس و امکانات عالیش بسیار مشهور است. ریوما بازیکن سال اول است که در مقایسه با بازیکنان سال‌های بالاتر، توانایی خاصی دارد. او بازی تنیس را از پدرش نانجیرو ایچیزن آموخته است. ریوما بخاطر بازی فوق‌العاده‌اش لقب سامورایی جوان را به خود اختصاص داده است.

## صداپیشگان نسخۀ فارسی
- مهوش افشاری
- رضا الماسی
- شوکت حجت
- امیرمحمد صمصامی
- امیر عطرچی
- نرگس فولادوند
- ظفر گرایی
- علی منانی
- اردشیر منظم
- امیر منوچهری
- نسیم رضاخانی
- علیرضا شایگان
- غلامرضا صادقی
- شهراد بانکی
- مهسا عرفانی
- شیلا آژیر
- کریم بیانی
- تورج نصر
- سعید شیخ‌زاده[۵]